# セレン化水素
セレン化水素（セレンかすいそ、英: hydrogen selenide）は、化学式が H2Se で表されるセレンと水素の化合物で、カルコゲンの水素化合物（カルコゲン化水素）の一つ。セレンの酸化数は-2。爆発範囲は8.84 - 62.4 vol%。

## 生成
セレン化アルミニウムなどのセレンと金属の化合物に水または希塩酸を反応させると、水の場合酸化アルミニウム、希塩酸の場合塩化アルミニウムとともに生成する。
{\displaystyle {\ce {Al2Se3 + 3 H2O -> 3 H2Se + Al2O3}}}
{\displaystyle {\ce {Al2Se3 + 6 HCl -> 3 H2Se + 2 AlCl3}}}
また、セレンの蒸気と水素を直接反応させることでも生成できる。
{\displaystyle {\ce {Se + H2 -> H2Se}}}

## 化学的性質
ニンニクのような臭気があり、毒性がある。高圧ガス保安法で規定された特殊高圧ガスで、毒物に指定されている。硫化水素に性質が似ている。
水溶液（セレン化水素酸）中では、セレン化物イオン (Se2-) と水素イオンに電離しやすい。そのため酸性を示す。
{\displaystyle {\ce {H2Se -> Se^2- +2 H+}}}
燃えると二酸化セレンと水ができる。
{\displaystyle {\ce {2H2Se\ + 3O2 -> 2H2O\ + 2SeO2}}}
刺激性が強いので、取り扱いには注意を要する。
大気中に放出されると、対流圏の場合3〜6時間で半減すると計算されている。

## その他
- IUPAC組織名:セラン

## 用途
有機セレン化合物の合成に用いられる。また、半導体の製造の際にも用いられる。